# Ґрабувка (Лодзинське воєводство)
Ґрабувка (пол. Grabówka) — село в Польщі, у гміні Буженін Серадзького повіту Лодзинського воєводства.
Населення — 169 осіб (2011).
У 1975-1998 роках село належало до Серадзького воєводства.

## Демографія
Демографічна структура станом на 31 березня 2011 року:
|          | Загалом | Допрацездатний вік | Працездатний вік | Постпрацездатний вік |
| -------- | ------- | ------------------ | ---------------- | -------------------- |
| Чоловіки | 86      | 21                 | 54               | 11                   |
| Жінки    | 83      | 19                 | 46               | 18                   |
| Разом    | 169     | 40                 | 100              | 29                   |